# Piqueria
Piqueria là một chi thực vật có hoa trong họ Cúc (Asteraceae).

## Loài
Chi Piqueria gồm các loài: